# 命運石之門 負荷領域的既視感
《命運石之門 負荷領域的既視感》（日语： Gekijōban Shutainzu Gēto: Fuka Ryōiki no Dejavu ?）是由WHITE FOX製作的2013年日本科幻動畫電影，為2011年電視動畫《命運石之門》的後續作品。《命運石之門》以同名視覺小說為故事基礎，是科學ADV系列的一部分。該電影於2013年4月20日在日本影院上映，並於2013年12月13日發行BD和DVD。

## 劇情
劇情接自《命運石之門》動畫第25集（OVA）。
2011年8月，岡部倫太郎抵達命運石之門已過一年。這是真由理和紅莉栖都不會死亡，未來未知的世界。平常在美國的紅莉栖因故回來日本，正當眾人為了歡迎她而聚在一起烤肉時，岡部開始看到幻覺：一開始是過往他於其他世界線上的記憶突然鮮明起來；後來更出現他不曾待過的世界線的「記憶」。隔天，紅莉栖的酒店房間遭人闖入，留下了「電話、電話微波爐、SERN」的訊息。紅莉栖稍後遇到岡部，兩人談起其他世界線、命運探知。紅莉栖剛說既視感也許是一種命運探知，岡部便突然從她眼前消失。
之後一週，即使世界照常運轉、沒人覺得不對勁，紅莉栖卻一直覺得似乎忘了什麼。她依據在酒店收到的提示造出了時間跳躍機，將自己的記憶送回烤肉當晚，發現忘掉的是岡部。此時鈴羽現身，表明自己是為了拯救岡部而搭乘時間機器從未來而來，並說明岡部消失是因為承受了太多其他世界線的記憶，無法將命運石之門世界線認知為現實。然而岡部拒絕接受幫助，藉自身經驗說明改變過去是非常危險的事。隔天，紅莉栖再度目睹岡部消失。因為進行過一次時間跳躍，她勉強記起了岡部，但因他的話決定不改變過去接受現況。
鈴羽預言紅莉栖會矛盾一輩子，最後造出時間機器、推敲出拯救岡部的方法，卻又不准任何人改變過去。紅莉栖辯不過她，被說服搭上了時間機器。拯救岡部的方法是不改變既定事實，只改變岡部的記憶。紅莉栖選定回去對岡部而言曾發生重大事件的2005年，過程中卻不小心讓年少的岡部出車禍。雖然岡部因為世界線收束而不會死在那，紅莉栖仍不敢再輕易嘗試回到過去。返到研究所，她發現其實眾人還依稀對岡部有印象，再度下定決心回到過去。她跟少年岡部講述「鳳凰院凶真」等岡部的「瘋狂科學家」設定，並取了他初吻，成功給他難以磨滅的記憶。回到2011年，岡部因該份記憶而能認知此世界線和其他世界線的不同，因此回歸命運石之門世界線。

## 製作
《負荷領域的既視感》的製作計劃於2011年9月13日《命運石之門》動畫完結時首次公佈。志倉千代丸稍後表示劇場版不是總集篇，也不是無止盡的循環；劇情也不像遊戲《比翼戀理》那樣，而應該是更加正經的故事；觀眾定位為看過動畫、玩過遊戲的人。2012年10月，劇場版官方網站開啟。劇場版的製作班底和電視動畫相同，由MAGES.指導故事內容，講述的應為本篇真結局之後的故事。
劇場版原文標題中的為英語發音的法語單字，中文意思是既視感。既視感的意思為，人在清醒時突然對現實中第一次遭遇的某一場景產生「似曾相似」的感覺。
這部電影於2013年12月13日在日本的DVD和藍光光盤家庭視頻版本中發布。發布了幾個版本：標準DVD、標準BD、包含數個廣播劇的五碟組合包、六碟組合包，其中包含除電影配樂之外的廣播劇。是否包含其他物品則看零售商。電影片頭曲為伊藤香奈子唱的「你所選擇的時空」（ Anata no Eranda Kono Toki o ?），片尾曲則為彩音唱的「永遠在這個地方」（ Itsumo Kono Basho de ?）。

## 主題曲
主題曲「あなたの選んだこの時を」
作詞、作曲：志倉千代丸，編曲：オオバコウスケ，主唱：いとうかなこ
片尾曲「いつもこの場所で」
作詞、作曲：志倉千代丸，編曲：奥山アキラ，主唱：彩音

## 迴響

### 票房方面
這部電影的票房在首映該週末排名第7，在日本的18家影院獲得86,822,800日元。後來票房收入為319,125,723日元，但它的排名在第三個週末降至12。志倉千代丸後來在他的推特說這部電影票房收入超過5億日元，還透露他只拿了1日元作為電影的版稅。在他們準備發行藍光和DVD期間，《Fami通》報導這部電影票房收入超過5.5億日元。

### 劇情方面
根據《Kotaku》的理查德·艾森比斯（Richard Eisenbeis）和中村俊裕（Toshi Nakamura）：
《負荷領域的既視感》以合理的方式接續了《命運石之門》動畫（以下簡稱「本篇」）結局後的劇情。劇場版以紅莉栖的視角講述拯救岡部的故事（和本篇剛好相反）：在本篇經歷大量時間旅行的岡部產生嚴重創傷後壓力症候群，嚴重到能閃回在動畫中沒經歷過（視覺小說中才有）的世界線記憶，最終導致岡部自身消失。

本篇的岡部遇到逆境時，衝突多以行動展現；而紅莉栖的衝突是內在的，因此電影中有相當一部份是講她的思考。劇場版將既視感解釋為一人在另一條世界線做過同樣的事。原作未說明岡部命運探知的由來，電影在某種程度上給了更多解釋。岡部最後一次消失那幕，和本篇中他將紅莉栖抹除那幕形成對比。故事整體而言很被動，且沒有高潮，主角只是跌跌撞撞就走到了結局。

喜歡本篇動畫或遊戲的人不能錯過此部電影，不過這部不適合第一次接觸此系列的人看。《負荷領域的既視感》相比於《涼宮春日的消失》遠遠更富有感情。如本篇動畫，情感也是電影關鍵。這部電影的成敗取決於觀眾對紅莉栖和岡部的帶入感——鑑於他們配音員的驚人表現，無法想像不產生帶入感。儘管電影缺乏張力，它仍然是《命運石之門》優秀的後記。

### 獲獎方面
《負荷領域的既視感》獲得2013年「Newtype動畫大賞」的「作品獎（劇場上映作品）」（作品賞(劇場上映作品)）。其中男主角岡部倫太郎得到「男性角色獎」（キャラクター賞(男性)），女主角牧瀨紅莉栖於「女性角色獎」（キャラクター賞(女性)）排名第二。

## 其他媒體
電影的漫畫改編版本在2013年5月至12月於角川書店的《月刊少年Ace》連載，由九我山礫改編。該系列集結成兩卷單行本，於2013年4月24日和12月26日發行。電影改編小說則由浜崎達也編寫，並由huke、坂井久太、Bun150繪圖。小說有兩卷，由角川書店旗下的角川Sneaker文庫出版，分別於2013年5月1日和6月1日發布。

## 外部連結
- 官方网站 （日語）
- 命運石之門 負荷領域的既視感在動畫新聞網百科全書中的資料（英文）
- 互联网电影数据库（IMDb）上《命運石之門 負荷領域的既視感》的资料（英文）